# My Roommate is a Cat
My Roommate is a Cat (jap. 同居人はひざ、時々、頭のうえ。, Dōkyonin wa Hiza, Tokidoki, Atama no Ue.) ist eine Manga-Serie von Minatsuki und As Futatsuya, die seit 2015 in Japan erscheint. Sie wurde 2019 als Anime-Fernsehserie adaptiert. Die Comedy- und Drama-Serie handelt von einem jungen, zurückgezogen lebenden Schriftsteller, der eine Katze bei sich aufnimmt und sich durch das Tier wieder anderen Menschen öffnet. Die Geschichten werden abwechselnd aus der Perspektive der Menschen und der Katze erzählt.

## Inhalt
Der allein lebende Mystery- und Krimi-Schriftsteller Subaru Mikazuki (朏 素晴) war schon als Kind ein Bücherwurm und hatte nur wenig Lust, mit anderen Kindern zu spielen. Nachdem seine Eltern gestorben sind, zog er sich noch mehr zurück. Eines Tages findet er am Grab seiner Eltern eine streunende Katze auf, die er zu sich nach Hause nimmt. Zunächst verstehen die beiden einander nur wenig. Die Katze ist lediglich froh, dass sie Futter erhält und Subaru fragt sich, ob er sie wirklich aufnehmen soll. Zunächst ist sie für ihn vor allem eine neue schriftstellerische Inspiration. Schließlich entscheidet er sich dafür und tauft sie „Haru“. Haru bemerkt, wie unselbstständig Subaru ist und will ihn beschützen und helfen.
Durch die Aufnahme von Haru ist Subaru häufiger gezwungen, das Haus zu verlassen und wieder mehr Kontakt zu anderen Menschen aufzunehmen. Bisher hat ihn nur gelegentlich sein Redakteur Atsushi Kawase (河瀬 篤) und sein lebhafter Kindheitsfreund Hiroto Yasaka (矢坂 大翔) besucht. Für den Katzenliebhaber Kawase ist Haru ein Grund, nun viel häufiger nach seinem Schützling zu schauen. Haru hasst jedoch dessen aufdringlicher Art. Auch Hiroto kommt nun häufiger und bringt sogar seine Familie mit. Und Subaru muss für Haru in den Zooladen, wo er die junge Verkäuferin Nana Ōkami (押守 七) kennenlernt. Sie gibt ihm wichtige Tipps und stellt sich sogar – zusammen mit ihrem Bruder – als großer Fan von Subarus Büchern heraus.

## Veröffentlichung
Die Serie erscheint seit Oktober 2015 im Magazin Comic Polaris beim Verlag Flex Comix. Die Kapitel wurden auch zusammengefasst in bisher zehn Bänden veröffentlicht (Stand: Dezember 2024). Der zweite Band kam mit über 38.000 verkauften Exemplaren in der ersten Woche nach Veröffentlichung erstmals in die Manga-Verkaufscharts. Der fünfte Band verkaufte sich über 100.000 Mal in den ersten drei Wochen.
Eine deutsche Übersetzung erscheint seit Mai 2020 bei Carlsen Manga in einer Übersetzung von Cordelia Suzuki, in bisher zehn Bänden (Stand: Dezember 2024).

## Anime-Adaption
Für 2019 entstand bei Zero-G eine 12-teilige Adaption des Mangas als Animeserie für das japanische Fernsehen. Hauptautor war Deko Akao und Regie führte Kaoru Suzuki. Das Charakterdesign entwarf Masaru Kitao. Die 25 Minuten langen Folgen werden seit dem 9. Januar 2019 von den Sendern Tokyo MX, AT-X, BS11 und ABC in Japan ausgestrahlt. Die Plattform Crunchyroll veröffentlicht die Serie parallel international, unter anderem mit deutschen und englischen Untertiteln. Funimation Entertainment bringt per Streaming eine englische Synchronfassung heraus.

### Synchronisation
| Rolle           | Japanische Stimme (Seiyū) |
| --------------- | ------------------------- |
| Subaru Mikazuki | Kensho Ono                |
| Haru            | Haruka Yamazaki           |
| Hiroto Yasaka   | Shun Horie                |
| Atsushi Kawase  | Hiro Shimono              |
| Nana Ōkami      | Chika Anzai               |

### Musik
Die Musik der Serie wurde komponiert von Kotoringo. Der Vorspann wurde unterlegt mit dem Lied Unknown World von Schrödinger’s Cat ft. Kotringo, das Abspannlied ist Kimi no Tonari Watashi no Basho von Yoshino Nanjō.